# Comuna Gemenele, Brăila
Gemenele este o comună în județul Brăila, Muntenia, România, formată din satele Găvani și Gemenele (reședința).

## Așezare
Comuna este situată în zona central-nordică a județului, pe malul drept al râului Buzău. Este traversată de șoseaua județeană DJ221, care o leagă spre vest de Râmnicelu și Șuțești (terminându-se în DN2B), și spre est de Cazasu (unde se termină în același drum național). În zona comunei, DJ221 se intersectează cu șoseaua județeană DJ202B, care o leagă spre nord de Scorțaru Nou și spre sud de Movila Miresii.

## Demografie
Componența etnică a comunei Gemenele
     Români (94,03%)
     Alte etnii (0,68%)
     Necunoscută (5,28%)
Componența confesională a comunei Gemenele
     Ortodocși (93,97%)
     Alte religii (0,44%)
     Necunoscută (5,59%)
Conform recensământului efectuat în 2021, populația comunei Gemenele se ridică la 1.609 locuitori, în scădere față de recensământul anterior din 2011, când fuseseră înregistrați 1.819 locuitori. Majoritatea locuitorilor sunt români (94,03%), iar pentru 5,28% nu se cunoaște apartenența etnică. Din punct de vedere confesional, majoritatea locuitorilor sunt ortodocși (93,97%), iar pentru 5,59% nu se cunoaște apartenența confesională.

## Politică și administrație
Comuna Gemenele este administrată de un primar și un consiliu local compus din 11 consilieri. Primarul, Petrică Calu[*], de la Partidul Social Democrat, este în funcție din 2004. Începând cu alegerile locale din 2024, consiliul local are următoarea componență pe partide politice:
|  | Partid                          | Consilieri | Componența Consiliului | Componența Consiliului | Componența Consiliului | Componența Consiliului | Componența Consiliului | Componența Consiliului | Componența Consiliului | Componența Consiliului | Componența Consiliului |
|  | ------------------------------- | ---------- | ---------------------- | ---------------------- | ---------------------- | ---------------------- | ---------------------- | ---------------------- | ---------------------- | ---------------------- | ---------------------- |
|  | Partidul Social Democrat        | 9          |                        |                        |                        |                        |                        |                        |                        |                        |                        |
|  | Partidul Național Liberal       | 1          |                        |                        |                        |                        |                        |                        |                        |                        |                        |
|  | Alianța pentru Unirea Românilor | 1          |                        |                        |                        |                        |                        |                        |                        |                        |                        |

## Istorie
Satul de reședință al comunei a luat naștere la 1892, și nu figurează în Marele Dicționar Geografic al României din 1898–1902. Cu acest nume, dicționarul amintește doar niște movile cu numele de Gemenele, aflate în comuna Scorțaru Nou, și care în trecut erau un reper al frontierei dintre raiaua Brăilei din Imperiul Otoman și Țara Românească. În 1925, Anuarul Socec amintește satul Gemenele ca parte a comunei Scorțaru Nou. Comuna a apărut ca atare în 1931, fiind formată din satele Gemenele și Carol al II-lea.
În 1950, a fost transferată raionului Brăila din regiunea Galați. În 1968, a revenit la județul Brăila, reînființat.

## Monumente istorice
Singurul obiectiv din comuna Gemenele inclus în lista monumentelor istorice din județul Brăila este situl arheologic din punctul „Muchia lui Berbec” de la 3 km sud-est de satul Gemenele. Acolo s-au descoperit o așezare geto-dacică din perioada Latène (secolele al IV-lea–al III-lea î.e.n.) și una medievală timpurie aparținând culturii Dridu (secolele al IX-lea–al X-lea).